# Schloss Esting

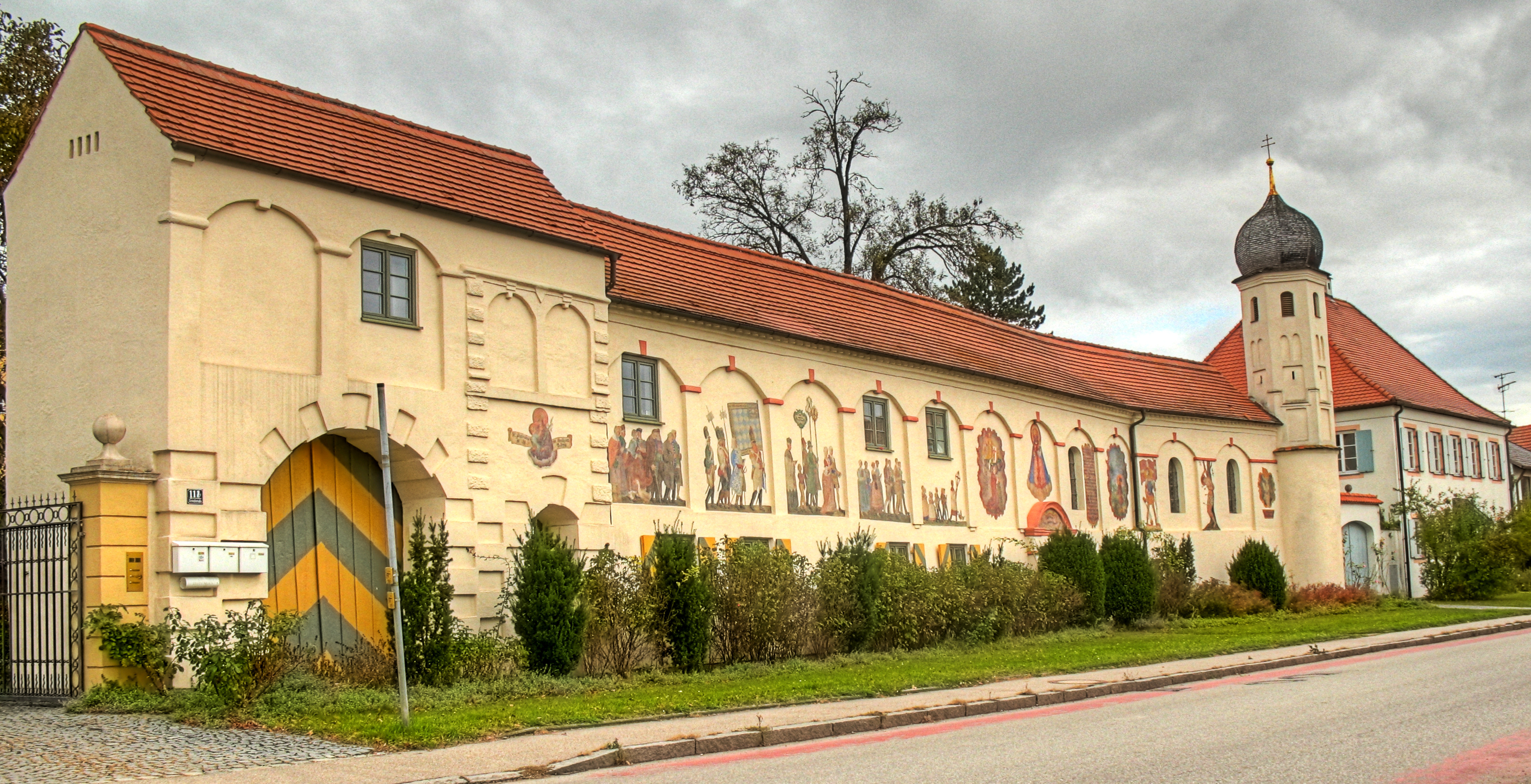
Estinger Schloss mit Kapelle

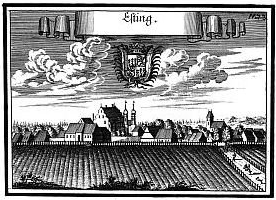
Schloss Esting nach einem Stich von Michael Wening (um 1720)

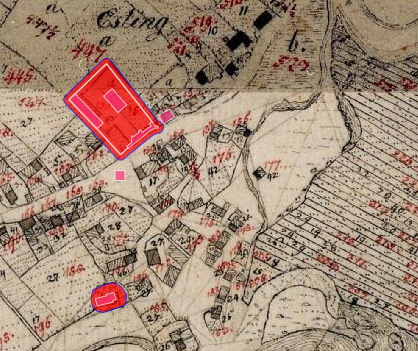
Lageplan von Schloss Esting auf dem Urkataster von Bayern

Das Schloss Esting ist ein Schloss in Esting in der Stadtgemeinde Olching im Landkreis Fürstenfeldbruck in Bayern. Das Schloss liegt 190 m nördlich der Filialkirche St. Stephanus von Esting.

## Geschichte
Im 12. Jahrhundert werden die Herren „de Ehstingen“ erwähnt und besaßen Esting wohl bis in das 14. Jahrhundert. Schloss Esting wird 1568 als „nobilis domus“ bei Apian erwähnt und war im 16. Jahrhundert im Besitz der Familie von Preysing. Im 17. Jahrhundert erfolgte vermutlich die Erneuerung des Torhauses, um 1698/1700 die Erneuerung des Schlosses durch den Kaufmann Johannes Senser, des Pächters des staatlichen Tabakmonopols. Kurz darauf kam es 1704 zur Zerstörung des Schlosses im Spanischen Erbfolgekrieg durch die Truppen des Herzogs von Marlborough. Bis 1764 erfolgte der Wiederaufbau. Im 18./19. Jahrhundert wurde der Schlossbezirk ummauert. Um 1919 erfolgte ein gotisierender Ausbau.

## Baubeschreibung
Das Schloss steht unter Denkmalschutz (Nummer D-1-79-142-4) und wird folgendermaßen beschrieben:
- Wohngebäude, zweigeschossiger freistehender Putzbau mit Treppengiebel, im Kern um 1700, gotisierender Ausbau wohl 1919
- Vorwerk mit Schlosskapelle, Torhaus und Turm, Ende 16. Jahrhundert, Bemalung der Blendarkaden und Torhaus durch Karl Sonner, 1924; mit Ausstattung
- Ehemalige Schlossökonomie, zweigeschossiger Putzbau mit Treppengiebel, 1. Hälfte 19. Jahrhundert
- Ummauerung des Schlossbezirks, wohl 18./19. Jahrhundert

„Untertägige mittelalterliche und frühneuzeitliche Befunde im Bereich von Schloss und Schlosskapelle Esting und ihrer Vorgängerbauten“ werden zudem als Bodendenkmal unter der Aktennummer D-1-7733-0221 geführt. 